# Monty Python’s Fliegender Zirkus
Die britische Komikergruppe Monty Python drehte 1971 bzw. 1972 speziell für das deutsche und österreichische Fernsehen zwei Folgen Monty Python’s Fliegender Zirkus. Im Grunde sind dies zwei spezielle Folgen des Monty Python’s Flying Circus.
Der Begriff „Fliegender Zirkus“ stammt ursprünglich sogar aus Deutschland – der Rote Baron und seine Piloten nannten ihr Geschwader im Ersten Weltkrieg so, da sie zum Ausgleich der alliierten Luftüberlegenheit wie ein Zirkus mit ihren Flugzeugen auf LKW immer hin- und herfahren mussten.

## Produktion
Beide Folgen wurden in Deutschland produziert; dabei wurde die erste Folge komplett auf Deutsch gesprochen, obwohl damals keiner der Pythons deutsch sprechen konnte. Das Ergebnis ist etwas eigenartig (was für einen zusätzlichen Lacher sorgt), aber größtenteils verständlich, insbesondere bei John Cleese. Alfred Biolek war (zusammen mit Thomas Woitkewitsch) Produzent und taucht auch als Sprecher und Darsteller im Fliegenden Zirkus auf.
Viele der darin enthaltenen Sketche wurden extra für die deutsche Serie geschrieben; als einzige Neuauflage eines existierenden Sketches kam der Lumberjack Song als Holzfäller-Lied („Ich bin ein Holzfäller und fühl mich stark, ich schlaf’ des Nachts und hack’ am Tag …“) vor. Die zweite Folge wurde dann auf Englisch gedreht, angeblich weil sie dadurch international besser verkauft werden konnte.
Die erste Folge beginnt und endet mit einer Fernsehansagerin, die in ihrer Moderation dann von den Pythons „gestört“ wird. Dabei handelt es sich um Claudia Doren.
Im deutschen Fernsehen wurde der Zweiteiler auch unter dem Titel Monty Python in Deutschland gesendet (EPG, Videotext und Programmzeitschriften).
Beteiligte Firmen:
- Bavaria Atelier GmbH
- Python (Monty) Pictures Limited
- Westdeutscher Rundfunk (WDR)
- Österreichischer Rundfunk (ORF)

Drehorte waren unter anderem das Gebiet in und um Füssen (die Nummernschilder der Fahrzeuge tragen daher auch vom damaligen Landkreis Füssen die Kennung FÜS), das Schloss Neuschwanstein und das Schloss Hohenschwangau, der Hopfensee und der Schwansee.

## Alternativfassungen
Die Versionen, die bei der ARD ausgestrahlt wurden, unterscheiden sich von den Versionen, die im Ausland auf DVD erschienen. Bei der ersten Folge (Blödeln für Deutschland) fehlt bei der ARD-Fassung der sechsminütige Sketch Das Bayerisches Restaurant-Stück. Bei der zweiten Folge (Blödeln auf die feine englische Art) sind erheblich mehr Abweichungen vorhanden: Beispielsweise wurde der Hörgerät-Sketch von Eric Idle ans Ende verschoben; der Happy Valley-Märchensketch wurde in der ARD-Fassung um mehrere Einstellungen gekürzt. Andererseits enthält die ARD-Fassung zwei Sketches mehr als die internationale Version: Schwimmkurs mit Arthur Lustgarten und Eine wichtige Information für Raucher.
Die 2018 in Deutschland erschienene DVD enthält die beiden Folgen in den längstmöglichen Fassungen (die in der ARD-Fassung geschnittenen Szenen von Folge 2 sind auf Englisch mit deutschen Untertiteln versehen). Die zwei ARD-exklusiven Einspieler, zu denen kein englischer O-Ton vorhanden ist, sind im Bonusmaterial enthalten, ebenso wie eine ARD-Schnittfassung des Happy Valley-Sketches ohne die OmU-Stellen.